# زتامتر
زيتامتر (بالإنجليزية: zettametre)‏ وحسب نظام الوحدات الدولي يرمز لها بـ (Zm)، هي وحدة قياس طول أو مسافة في النظام المتري، وتساوي 1021 متر ، وعادة تستخدم في أطوال الفضاء نظراً للارقام الكبيرة.